# 弁証法的行動療法
弁証法的行動療法（べんしょうほうてきこうどうりょうほう、dialectical behavior therapy, DBT）とは、アメリカの心理学者マーシャ・リネハンが開発した認知行動療法の一種である。境界性パーソナリティ障害（BPD）の治療に特化しており、アメリカ精神医学会は境界性パーソナリティ障害の精神療法として推奨している。また同疾患において数少ないエビデンスの確認されている精神療法でもある。
患者は弁証法的行動療法を行うことにより、能力や生きることへのモチベーションを高め、獲得したスキルを日常で普遍的に扱うことができるようになるとされる。以前から認知行動療法などをBPDの治療に当てることは多かったが、弁証法的行動療法では認知行動療法より強調されている面がある。弁証法的行動療法はいくつかの技法を組み合わせて行われている。それは「今この瞬間による行動の受容と行動化の強調」、「患者と治療者、双方における治療妨害行為の取り扱いの強調」、「治療に必要な治療関係の強調」、「弁証法的プロセスの強調」である。
主に個人精神療法、グループでのスキルトレーニング、電話での相談受付、コンサルテーションミーティングから成り立つ。

## 歴史
弁証法的行動療法の開発者マーシャ・リネハンは、自身が境界性パーソナリティ障害（以下BPD）に罹患した経験を持つ臨床心理学者である。リネハンは当初、BPDの患者に対し行動療法を行っていたが、問題行動や、治療の中断が起こるなど、BPDという疾患特有の問題により思うように治療が進まなかった。そこで広く書物を読み漁り、技法に修正を加えつつ現在の弁証法的行動療法を完成させたという。弁証法的行動療法は行動療法を基本としているが、十分な患者への支持、高度の情動的関与、治療者の逆転移感情にまで配慮した、極めて高度な構造化された治療システムそのものでもある。

## 従来の心理療法との違い
自身を変化させることに重きを置いた認知行動療法に比べ、弁証法的行動療法では「変化させること」「変化させず受容すること」のバランスが重要であるとする。受容に重きを置いた考えは、東洋と西洋の瞑想法（主に禅など）の思想からヒントを得たという。また治療者と患者の関係、患者同士の関係の重要性を強調する。リネハンは治療者との関係性の深さが、治療の進展にとって不可欠であり、時に自殺を思いとどまらせることがあると語る。グループスキルトレーニングでは、患者間での良好な関係が患者を治療の場に留まらせる有用な要因となる。
- 個人精神療法　-　週1 - 2回（1回1時間から1時間30分の面接）
- グループスキルトレーニング　-　週1回（1回2時間30分）
- 電話相談　-　随時
- 治療チームのコンサルテーションミーティング　-　週1回3時間

## 個人精神療法
個人精神療法では患者は日記をつけ、それを元に治療者と行動療法的な話し合いがもたれる。通常は週1回1時間程度だが、初期の頃や危機介入時は週2回になることもある。初期の頃は特に「患者の現状をありのままに受け入れること」が強調される。またグループスキルトレーニングに参加する患者は、個々にこの個人精神療法を受けていなければならない。個人精神療法を行う治療者（主セラピスト）と、グループスキルトレーニングを行う治療者（スキルトレーナー）は重ならないようにする。グループスキルトレーニングは、個人的な問題に深く立ち入れないため、あくまでこの個人精神療法の補助という役割である。

## グループスキルトレーニング
スキルトレーニングで目標とするのは、行動面、感情面、認知（思考のパターン）を変えるためのスキルを身につけることである。対人関係の構築不全、不安定な感情、衝動性、自己同一性の拡散や、認知の歪みなどを自身で修正していくためのスキルを身につける。

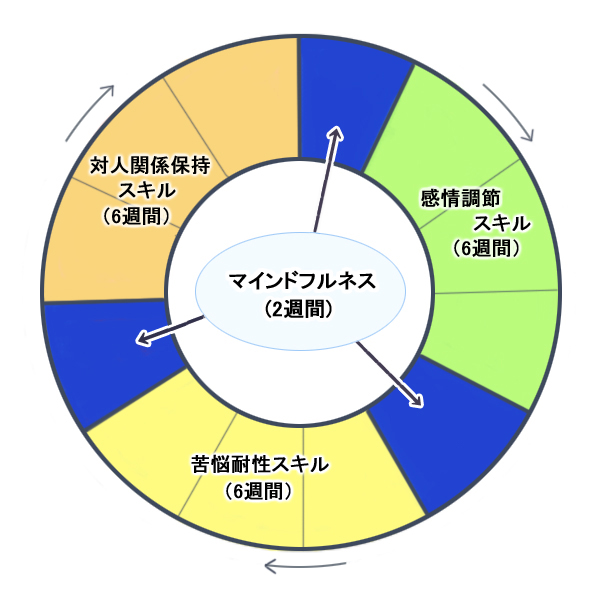
図1.グループスキルトレーニングのサイクル表

グループ・スキルトレーニングでは以下の4つの技法を習得する。
- マインドフルネス・スキル
- 対人関係保持スキル
- 感情抑制スキル
- 苦悩耐性スキル

グループスキルトレーニングでは、マインドフルネスを養うトレーニングを2週間、その後各スキルトレーニングを6週間ずつ行う。どのタームから始めても良いが、最低2サイクル（1年）行う（図1参照）。週1回2時間半行うのが基本であるが、入院環境では週2回に時間を分割して行っても良い。なお集中的に行った場合、最短でマインドフルネススキルトレーニングは2 - 3回、その他3つのスキルは合わせて8週間で行うことができる。
マインドフルネススキル以外の3つのスキルでは毎週宿題が出され、トレーニングの前半では宿題の課題に取り組んでいく。時間割りは以下の通りである。
| 開始の瞑想 （マインドフルネス）        | 5分       |
| 宿題をレヴューすることによる前回の復習 | 60分      |
| 休憩                                   | 10 - 15分 |
| 新しいスキルの習得                     | 60分      |
| 宿題の提示                             |           |
| 終わりの瞑想 （マインドフルネス）      | 10 - 15分 |

### グループスキルトレーニングのルール
グループスキルトレーニングでは、患者と治療者（スキルトレーナー）、それぞれが規律を守る必要がある。患者が守るべき規律は以下の通りである。
1. 4週間以上休んだ場合、治療を受けられなくなる。
重い病気や重要な用事がある場合、やむをえない旅行などの場合の欠席は認められる。
2. それぞれ個人精神療法を受けること。
グループスキルトレーニングは基本的に個人精神療法の付加的な役割であるため。スキルトレーナーのみでは担当する人数が多くフォローしきれず、また集団療法のみでは個人的問題に掘り下げることも不可能なため、治療成果がでないとされる。
3. 薬物やアルコールの摂取をしてセッションに参加しない。
スキルトレーニングは患者にとってしばしば感情的な苦痛を伴うため、酩酊状態での出席はありえることである。しかしそうした状況は、患者の感情的苦痛について話し合う機会をもたらすことができる。
4. セッションの場以外で、他の患者と過去の自殺関連の話題について話さない。
他の患者の自殺関連行動の話は、自殺したいという衝動を引き起こす可能性があるため、避けるべきである。対してセッション中の話し合いは推奨はされないものの容認できる。
5. 他の患者の「助け」に快く応じることを受け入れなければいけない。
例えば「自殺したい」と電話をかけてきた患者がいたら、他の患者は助ける努力をすること。秘密厳守の決まりがあることでBPD患者は危機に陥った際に他の患者に助けを求めることがたやすくなるという利点ができる。BPD患者を真に理解できるのは同じBPDの患者だけであるのと同時に、絶望の淵にいる患者を助けることで、自分自身の病理を理解することにも役立つ。また助けるほうの患者も「どこまでなら助けられるのか」という自身の限界を意識化することもできる。
6. セッション中に得た他の患者の個人情報は守秘する。
患者同士、苗字は秘密にされ名前で呼び合う。
7. セッションに遅れる・欠席する場合は事前に連絡をすること。
基本的にセッションは、遅れてくる出席者は待たないで始められる。時間を守ることの重要性を学ぶことが出来る。また連絡をしないことによりグループメンバーに心配が及ぶこともあり、心配されることが心の支えとなり強化されてしまうことを避けるためでもある。
8. セッション外で、他の患者と「個人的」な関係を持たない。
セッション外の、グループでの積極的な交流は推奨しているが、セッション内の人間関係を円滑にする上で必要なのは「個人的な関係」を結ばないことである。ただし危機介入時は例外である。
9. 性的な関係にある2人が、一緒にセッションに参加してはいけない。
恋人同士である場合には、別のグループに分かれる。

### マインドフルネススキル

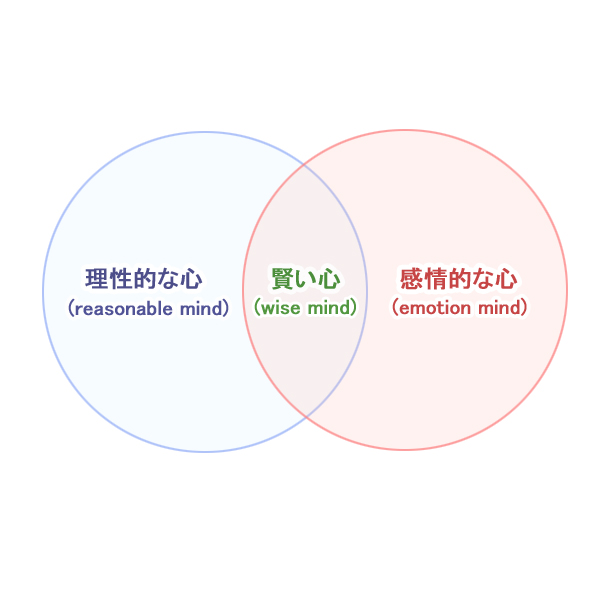
図2.心の状態

マインドフル（mindfulness）とは簡素に表現すれば「注意深くあること」である。マインドフルネスは弁証法的行動療法の中核である。マインドフルネスは西洋的、東洋的な瞑想の様式と合致した内容となっている。マインドフルネススキルとは、理知的な心と感情的な心に注意深くアプローチしバランスをとり、賢い心に到達する「手段」である。理知的な心は感情的な心によって阻害されるとされ、その2つを統合し「賢い心」を身に付けると、心のバランスがとれ安定をもたらすとされる。
マインドフルネススキルは主に「把握スキル」、「対処スキル」の2つに分けられている。

#### 把握スキル
1. 観察する
2. 描写する
3. 関与する

把握スキル（what skills）では自身の心の状態を「観察」し、「描写」し、「関与」していく訓練をする。把握スキルでは、自分自身の行動反応を客観的に意識することを学ぶ。意識なしでの行動は、衝動行為や気分に依存した不安定な行動を呼ぶとし、意識しながら関与する生活様式を育む。
把握スキルその1では、観察することを学ぶ。一歩下がって客観的に出来事を観察し、その体験に巻き込まれること無くただ観察するスキルを身につける。自身の経験や感情、思考を受け入れ、何も感じることなくそのまま流すという具合である。
把握スキルその2では、出来事や自分自身の反応を言葉で描写することを学ぶ。BPDの患者は自身の感情を明確に言葉で表現することを苦手とすることが多い。的確な言語表現は、対人関係保持における意思伝達や、自己抑制にとって必要不可欠な能力である。例えば、自分自身の個人的思考が、間違った事実認識を呼ぶこともある。「愛されていないように感じる」という感情が、「私は愛されていない」という事実として認識されてしまうということがあるとする。思考から連想される事柄と周囲の事実との関連性を、はっきりと描写することで現実を客観的に正しく捉えることができれば、このような誤った認識は防ぐことができるだろう。
把握スキルその3は、自意識的にならずに、しかし注意深く関与するスキルを身につける。例えば習慣的に行う作業（帰路を歩くなど）は無意識的に行うことも出来るが意識的に注意深く（mindfulに）行うことも出来る。慎重かつ注意深く、しかし自意識的ではなくスムーズに事に関与していくスキルを獲得する。

#### 対処スキル
1. 断定（判断）しない
2. ひとつのことだけに集中する
3. 効果的であること

対処スキル（how skills）では主に3つのことを学ぶ。ひとつめは非断定的になるということである。BPDの患者は、理想化と価値下げに代表されるような二分法的な思考をしがちである。しかし弁証法的行動療法では極端な思考をバランスの良い思考に変えることはせず、良い・悪い、または否定的・肯定的という、断定的な思考自体を完全に止める訓練をしていく。あくまで観察のみに留まり、判断や断定はしないというスタンスである。
またBPD患者は過去に縛られたり、未来や将来に不安を感じる、現在の問題や悩み・気分の悪さに気をとられることが多いとされている。2つ目の対処スキルではそういった意識の分離を、その瞬間瞬間に焦点をあて「集中すること」に変えていくスキルを身につけていく。思考が他の思考によって邪魔をされたら、意識を集中させ一つの思考に戻る訓練をする。
3つ目としては「効果的であること」を身につける。BPD患者はしばしば「正しいかどうか」「公平か不公平か」「・・・すべきである」という思考に捕らわれ、自分が置かれている状況のニーズを満たせない。このスキルを身につけると、怒りなどの無駄な感情の表出や、結果的に自分自身が損をするような行動や状況を減らすことが出来る。

### 対人関係保持スキル
対人関係保持スキルトレーニングでは、対人関係を維持し、自尊心を保ちつつ、自分の望みを達成させるための技能を身に付けていく。BPDの患者の多くは、本来良い意味での対人関係上のスキルを持っている。しかし患者の持つ思い込みや制御不全の感情が、能力の発揮を妨げており、特定の状況下においては良い対人関係構築能力が発揮されにくいということが問題だとされる。このスキルトレーニングでは以下のことを目標とする。
- 人間関係に留意する
- 優先順位と、生活や人間関係で要求されることとのバランスをとる
- したいことと、しなければならないことのバランスをとる
- 統御力と自尊心を養う

#### 自分の望みをかなえる
自分の目標を達成し、望むものを手に入れるために必要な技術を獲得していく。キーワードは「DEAR MAN」である。弁証法的行動療法では日常で忘れずにスキルを使えるように、しばしばこのようなキーワードが登場する。
1. Describe（状況を客観的に描写する）
2. Express（状況についての意見・感情をはっきり表現する）
3. Assert（相手に行動をおこさせるために、要望を主張する）
4. Reinforce（行動が良い結末をもたらすことの強調）
5. stay Mindful（心の動きに集中させた状態を保つ）
6. Appear confident（確信・自信に満ちていることを示す）
7. Negotiate（自分と他人の要求に折り合いをつけるために交渉する）

#### 対人関係を保持する
対人関係を維持するためには「GIVE」の頭文字ではじまる要素が必要である。
1. be Gentle（穏やかで節度のある態度を心がける）
2. act Interested（相手に関心を持っているように振舞う）
3. Validate（相手を肯定する）
4. use an Easy manner（和やかな態度を示す）

#### 自尊心を保つ
自尊心を保ち、自分自身を尊敬し続けるためには「FAST」のキーワードの要素が必要である。
1. be Fair（公正であること）
2. no Apologies（むやみやたらに謝罪しない）
3. Stick to values（自分自身の価値観を守る）
4. be Truthful（誠実であること）

### 感情調節スキル
BPDの患者は不安定な感情に支配されることが多く、その不安定さが自殺関連行動など、行動面での機能不全を呼んでいる。行動を起こすことは、辛く耐え難い感情の迅速な解決手段になりうる。大抵のBPD患者は感情制御のために「何も感じないように」生きていることが多い。BPD患者にとって感情調節スキルを学ぶことは、単純で簡単なことではない。なぜなら、BPD患者の多くは、感情を過度に制御することを強要される環境で育っており、そしてそれを示せない自分自身にたいして劣等感を植え付けられる経験も周囲から与えられていることが多く、BPD患者が感情調節を受け入れるのには抵抗があるためである。よってこの感情調節スキルは、自己肯定に使われるという意識を持つことが大切である。感情調節スキルトレーニングでは、まず自分の持っている感情に気付き、理解し、描写し、その上で解決を図っていくという訓練をしていく。
1. 今ある感情を観察する
2. その感情を描写する
3. 感情の性質を理解する
4. 感情のメカニズムを理解する
5. ネガティブな感情を減少させていく
6. ポジティブな感情を増加させる

#### ネガティブな感情を減少させる
ネガティブな感情を減少させるためのキーワードは「PLEASE MASTER」である。
1. treat PhysicaL illness（身体疾患の治療）　-　身体の病気に罹患していると否定的な感情に対する抵抗が弱まるため。
2. balance Eating（バランスのとれた食事）　-　多すぎても少なすぎてもいけない。気分の良くなる食べ物・悪くなる食べ物について話し合う。
3. avoid mood-Altering drugs（気分を変動させる薬物を避ける）　-　アルコールや薬物も否定的な感情に対する抵抗を弱める。
4. balance Sleep（適度な睡眠）　-　自分が気分良くいられるだけのほどよい睡眠を心がける。
5. get Exercise（運動する） -　適度なエクササイズ。有酸素運動は継続して行うと抗うつ効果や統御力を高める。
6. build MASTERy（統御力を養う）　-　自信と能力を高める。

#### ポジティブな感情を増加させる
愛、喜び、誇りや自信、平穏といったようなポジティブな感情を増やしていく。
1. ポジティブな経験を積み重ねる　-　短期的には好きなこと、楽しいことをする。長期的展望としては目標を作り努力する。人間関係に目を向けるなど。
2. ポジティブな経験に心を向ける　-　起こった良い出来事のほうに目を向けるようにする。
3. 心配事に気をとめない　-　今の幸運はいつか終わると考えないこと。自分は幸せになる価値があるのかと考えない。

### 苦悩耐性スキル
苦悩耐性スキルは主に短期間の苦悩に耐えるための「危機を乗り越えるストラテジー」と、長期間の苦悩に耐えるための「現実を受け入れるためのガイドライン」の2つ存在する。「危機を乗り越えるストラテジー」は主に「気をそらす」「自分を落ち着かせる」「その瞬間の体験を好ましいものに変える」「良い点と悪い点を考える」の4つのストラテジーを挙げている。

#### 危機を乗り越えるストラテジー

##### 気をそらす
キーワードは「Wise Mind ACCEPTS（賢い心で気をそらす）」である。
1. Activities（とにかく活動する）　-　掃除をする。散歩やイベントに出かける。ノンカフェインのコーヒーや紅茶を飲む。ゲームをする。
2. Contributing（何かに貢献する）　-　ボランティアに参加する。誰かのために何か作る。
3. Comparisons（自分より苦しい立場にいる人と比較する）　-　自分より不運な人と比較する。災害や人の苦難のニュースを読む。メロドラマを見る。
4. opposite Emotions（正反対の感情を生み出す）　-　感動的な本を読む。恐怖映画を見る。古い手紙を読み返す。
5. Pushing away（しばらく放っておく）　-　しばらく考えることを止め気持ちを放りだしてみる。
6. other Thoughts（他のことを考える）　-　10数える。テレビや雑誌を見る。パズルをする。
7. intense other Sensations（他の激しい感覚を起こさせる）　-　手に氷を握る。ゴムバンドを手首に巻き引っ張って離す。ゴムボールを強く握るなど。

##### 自分を落ち着かせる
視覚・聴覚・臭覚・味覚・触覚のすべてにおいて感覚を鎮め、自己緩和する。
1. 視覚　-　部屋に花を置く、バレエやダンスを見に行ったり、自然風景を見に行く。本の中の絵画を見る。綺麗に爪を整えるなど
2. 聴覚　-　美しい和む音楽またはエキサイティングな音楽を聴く、自然の音に注意を向ける、お気に入りの歌を歌うなど。
3. 臭覚　-　香水をつける、アロマキャンドルを灯す、森林浴をするなど。
4. 味覚　-　身体に良い食事をとる、1つの食べ物をよく味わいながら食べる。ハーブティーやホットチョコレートのような緩和作用のある飲み物を飲む。
5. 触覚　-　ジェットバスに入る。犬や猫と戯れる。心地よい椅子に座る。誰かをハグする。シルクのシャツを着るなど。

##### 今この瞬間を好転させる
キーワードは「IMPROVE」である。
1. Imagery（イメージする）　-　気をそらしたり、勇気や自信を強化したり、安全で安心な場所に行けるリラックスしたイメージを持ち、将来自分が報われることをはっきりとイメージする。
2. Meaning（苦悩に意味付けをする）　-　苦悩に意味づけをすることは多くの危機的状況にある人の人生を救うとされる。苦悩に価値、意味を見つける。可能な限りポジティブな側面を抽出してみる。
3. Prayer （黙想する） -　状況に対して完全に自分をオープンにする。
4. Relaxation（身体をリラックスさせる）　-　危機的状況で身体が緊張状態に変化するのと反対に、リラックスさせることで心身のコントロールをする。
5. One thing at a tirne（一度に1つのことをする）　-　マインドフルネス・把握スキルその2と同じである。
6. a brief Vacation （短い休暇や休憩をとる）　-　適度な休憩・休暇をとる。20分ふとんに入る、海辺に1 - 2箔する、きつい仕事の合間に1時間休憩をするなど。
7. Encouragement （自分を励ます）　-　自分を勇気づける。「私は耐えられる」、「いつかは終わる」、「私は頑張っている」などの言葉を言い聞かせる。

##### 良い点・悪い点の両方を考える
現実を受け入れ耐えることと、現実を拒否し耐えることの良い点と悪い点をそれぞれ考える。ここでは現実を受け入れ耐えたほうがより良い結果が導き出せる事実と向き合い、受け入れていく訓練をする。

#### 現実を受容するためのガイドライン
「現実を受容するためのガイドライン」はマインドフルネスの延長のようなスキルである。訓練方法は以下の通りである。
1. 呼吸　-　自分の息使いを感じるための呼吸の練習をしていく。
2. 微笑（Half-smiing） -　顔をリラックスさせ、ハーフスマイル（微笑）を作る練習をする。
3. 意識すること　-　全ての日常の動作を注意深く意識しながら行う。

## 電話相談
個人精神療法を行う治療者が、電話での相談を随時受け付ける。自傷行為などを行いそうになったら積極的に連絡をするように指示している。ただし自傷をしてしまった後には連絡をすることはできない。これは有効な対処法（破壊行為をしなかった）に正の強化をあたえ、負の強化（破壊行為）を避けるためである。グループ・スキルトレーニングの治療者は受け持つ患者が多いこともあり基本的には電話連絡はしないが、遅刻や欠席の連絡や、次のセッションに来ることが出来ないなどの特別な理由がある場合は電話相談にて対処を指導する。

## 治療チームのコンサルテーションミーティング
週1回3時間ほど行われる。スタッフのコンサルテーションミーティングは、効果的に治療を行うための治療者の能力とモチベーションを高める。さらに治療者が燃え尽きたり、患者にマイナスとなる行動や態度を取らないように、指導者が助言や相談を行うなどのスーパービジョンをも包括した内容となっている。